# Post
Una post és una peça de fusta plana i llarga, força més llarga que ampla d'un gruix inferior a 40 mm, de cares paral·leles, que s'utilitza en fusteria. Els gruixos normalitzats per a les posts són 10, 12, 15, 18, 20, 24, 26, 35 i 40 mm.
La paraula prové del llatí postis (acusatiu postem): brancal, muntant lateral d'una porta.
En direcció de la llargada, mantenen una elasticitat en flexió considerable. Per això, en la construcció o la construcció naval les posts tenen més aviat una funció de tancar o de cobrir i generalment necessiten una estructura portadora feta de material més rígid: bigues massissos, bigues de fusta laminada encolada, o perfils d'acer o alumini. Per aquesta elasticitat, fan possible formes lleugerament encorbades, indispensable en la construcció de bots tradicionals o altres formes corbades.
Serveixen per fer parets i parquets, mobles i prestatgeries. La llargada de la llum necessària entre dos punts fixos depèn del gruix i de la càrrega. De la persona que no té res al rebost, es diu que «no té un pa a la post» i la persona que accepta una feina poc divertida pot dir «que vols, em cal pa a la post».